# 康海
康海（1475年—1540年），字德涵，號對山、沜東漁父、浒西山人，陝西武功县人，明朝狀元、文学家。

## 生平
成化十一年（1475年）六月二十日出生，自幼慧敏，以冯寅为师，弘治七年（1494年）入县学。弘治十一年（1498年）陝西鄉試第七名。弘治十五年（1502年）壬戌科中式一甲第一名進士（狀元），歷任翰林院修撰、經筵講官。宦官劉瑾亂政，愛慕同鄉康海之才，意欲網羅，康海不肯。李夢陽下獄，寫紙條向康海求救。康海於是拜謁劉瑾，劉瑾大喜，為倒屣迎。康海藉機為李夢陽求情，夢陽得釋。正德五年（1510年）八月，劉瑾事敗，康海反被李梦阳歸為劉瑾黨，罷黜為民。此後，康海寓居扬州，置女乐，自操琵琶创家乐班子，人称“康家班社”，“主盟艺苑，垂四十年”，為秦腔之霸主。康山以此得名。

## 文學成就
康海曾编纂《武功县志》，史載“乡国之史，莫良于此。”因為文學理念相近，加上同時尊崇復古文風，與李夢陽等人並列為前七子之一，又与李梦阳、何景明、徐祯卿、边贡、朱应登、顾璘、陈沂、郑善夫、王九思等号称“十才子”。
有《對山集》。
曾因谴责李梦阳写成杂剧《中山狼》。

## 佚事
《四友齋叢說》載康海以状元登第，在翰林院中頗負盛名。因丁憂回鄉，按慣例應請內閣諸公作墓志銘。時李夢陽秉海內文柄，康海卻僅僅請其書寫墓碑，由同官王九思、段炅作墓誌與傳。李夢陽大為不滿。此後劉瑾逆案發，康海因此遂落籍。

## 家族
曾祖康爵，南京太常寺少卿；祖父康健，通政司知事；父康鏞，平阳府知事。母張氏。慈侍下。

## 延伸阅读
[在维基数据编辑]
 《國朝獻徵錄·卷之二十一》，出自焦竑《國朝獻徵錄》
 《明史卷二百八十六》，出自《明史》
 在维基共享资源阅览影像